# Charles Falconer, barone Falconer di Thoroton
Charles Leslie Falconer, barone Falconer di Thoroton (Edimburgo, 19 novembre 1951) è un politico britannico che ricoprì le cariche di Lord Cancelliere e Segretario di Stato per la giustizia nei governi Blair II e III dal 2003 al 2007.
Nato a Edimburgo da John Leslie Falconer, avvocato, e Anne Mansel, Falconer studiò giurisprudenza presso il Queens' College di Cambridge, lavorando poi come barrister a Londra. Durante il periodo dell'avvocatura, fu coinquilino di Tony Blair, che di lì a poco avrebbe cominciato la sua attività politica. Falconer invece si concentrò sulla sua carriera legale e divenne un Queen's Counsel. Il 14 gennaio 1997 Falconer fu creato pari a vita con il titolo di barone Falconer di Thoroton, di Thoroton, nella contea di Nottinghamshire. Dal 1997 al 1998 fu Procuratore generale per l'Inghilterra e il Galles. Successivamente fu Ministro di Stato per l'Ufficio di Gabinetto (1998-2001), Ministro di Stato per l'edilizia abitativa, la pianificazione e la rigenerazione (2001-2002) e Ministro di Stato per la giustizia penale, le condanne e la riforma legislativa (2002-2003).
Sposato con Marianna Hildyard, anche lei avvocato, dal 1985, è padre di quattro figli: Hamish, William "Rocco", Rosie e Johnny.